# 孫休
孫 休（そん きゅう）は、三国時代の呉の第3代皇帝。呉の初代皇帝である大帝孫権の子（六男）。第2代皇帝孫亮の兄。生母は王氏（敬懐皇后：孫和の母の大懿皇后とは別人）。妻（皇后）は朱拠の娘・朱氏。『三国志』呉志「三嗣主伝」に伝がある。

## 経歴

### 若き日
生母の王夫人（敬懐皇后）は南陽出身で、嘉禾4年（235年）に孫休を産んだという。孫休は13歳のとき（247年）、中書郎の謝慈と郎中の盛沖より学問を授かった。
太元2年（252年）正月、孫休は琅邪王に封じられ、虎林に居住した。同年4月に父の孫権が崩御し、皇太子である弟の孫亮が皇帝となり、孫亮の補佐役となった諸葛恪が政治の実権を握った。孫休ら諸王は、長江沿いの戦略上の要地にそれぞれが配置されていたが、諸葛恪はこれを嫌ったため、孫休は丹陽郡に移住することになった。
丹陽太守の李衡は、孫休をしばしば圧迫するような態度をとったという。そのため、孫休は他の郡への移住を願い出、勅を得て会稽郡に移住した。
会稽郡においての生活は数年間にわたった。同地の太守の濮陽興とはこのときに親しくなったという。
また、あるとき、龍に乗って天に昇ったが、振り返ると尻尾がない、という夢を見たという。

### 皇帝に即位
太元3年（258年）9月、孫亮が朝廷の実権を握る孫綝と対立し廃位され、代わりに孫休が皇帝に擁立された。同年9月27日、孫綝よりの迎えの使者として宗正の孫楷と中書郎の董朝が派遣されてきた。孫休は陰謀があるのではと疑ったが、孫楷と董朝に説得され、1日2晩迷った末に都に向かった。同年10月17日、曲阿にて1人の老人が目通りを願い出てきて、遅延すると変事が起こる、天下は孫休を待ち望んでいるであるから急ぐべし、ということを叩頭して述べた。孫休はこの言葉を善しとして都に急ぎ、その日には布塞亭にまですすんだ。同年10月18日、永昌亭に達した。そこでは丞相代行の武衛将軍の孫恩が百官を率いて孫休を待っており、天子の乗り物や宮居・殿場が用意されていた。孫休は孫楷を使者に送り孫恩と面会させ、孫楷が戻ると天子の乗り物に乗って百官の臣下の礼を受けた。孫休は殿場に着いた後も謙譲して御座に着かず、東のわき部屋で待機していた。戸曹尚書が孫休に皇帝としての礼をとるよう勧め璽符を奉ってきた。孫休は三度辞退し、群臣らの三度勧められて、初めて皇帝としての礼をとった。孫休が天子の乗り物にのって、百官を引き連れてくると、孫綝は1000の兵士を率いてこれを出迎え、都の外で拝礼した。孫休は車から降りて答礼したという。その日のうちに正殿に入り、年号を永安に改元した。
永安元年（258年）冬10月21日、孫休は詔を出し、孫綝・孫恩・孫拠を昇進させた。さらに古くからの恩人の張布や使者として功労があった董朝を昇進させたり列侯したりした。また、丹陽太守の李衡がかつての振る舞いを罪として自らを縛って出頭してきたため、別に詔を出し李衡を釈放させ、郡に戻らせた。
王蕃・薛瑩・虞汜・賀邵を散騎中常侍に任命し、皆に駙馬都尉を加えた。この人事は好評であったという。
同年10月28日、孫晧を烏程侯に封じ、その弟の孫徳を銭唐侯、孫謙を永安侯に封じた。
孫休は皇后と太子を立てることを勧められたが、今はまだそのときでないとしてこれを辞退したという。
また、生母の王氏を追尊し、敬懐皇后の諡号を贈って敬陵に改葬し、王氏の同母弟の王文雍を亭侯に封じた。

### 親政の確立
孫綝の一門からは5人の侯が出て、それぞれが近衛兵を率いており、権勢は主君の孫休をも凌いでいた。孫綝等に反対する者もいなかったため、ますます増長した。孫休は孫綝らが変事を出すことを恐れ、何度も恩賞を与えた。
永安元年（258年）冬11月5日、孫休は詔を出し、孫綝の皇帝廃立を賞賛し、孫休を皇帝に立てるのに功績があった者の調査を命じた。同年11月7日、孫綝の職務の負担を軽減するため、孫恩を侍中に任じて孫綝と事務を分担することを許した。同年11月21日、孫休は諸役の軽減と軍役の免除を認めると共に、永昌亭で出迎えた者の官位一級を加増させた。
あるとき、孫休は孫綝からの贈り物を拒絶したことがあった。孫綝はこれを恨みに思い、酒席で張布に対して孫休の廃立を口にした。張布はこのことを孫休に伝えた。
孫休は孫綝がクーデターを計画していると聞くと、張布・丁奉らと図って対策を練った。そして、同年12月8日、先祖の祭のために百官と公卿らが集まった場で、孫綝を誅殺し、その日のうちに死刑とし、一族もことごとく滅ぼした。孫休は孫峻の墓を暴き棺を削ったり、孫峻・孫綝の一族を孫氏の系図から削って故峻・故綝と呼ばせるようにしたという。孫峻・孫綝のために不慮の死を遂げた諸葛恪・滕胤・呂拠らの名誉は回復された。諸葛恪のために顕彰の碑を建てようとする動きがあったが、孫休は諸葛恪の生前の振る舞いや失策も考慮してそれは許さなかったという。
同年12月9日、孫休は詔を出し、左将軍張布の功績を賞して中軍督を加官し、その弟2人も武官に取り立てた。
皇帝権力を取り戻した孫休は詔により教育を充実させる方針を表明し、五経博士を設置し、現在の官吏である者や部将・官吏の子弟たちの中から、学問を好む者を選抜して五経博士の授業を受けさせた。1年毎に試験を受けさせ、成績をランクづけし、それにより官位や恩賞を与えた。
永安2年（260年）3月、九卿の官が完備すると、孫休は詔を出し、武より文を重視し、農耕を盛んにするという政策を表明した。
同年春3月、西陵において赤い烏が出現したという報告があった。
同年秋、都尉であった厳密の進言を受けて、丹陽郡で干拓事業を行うため、宛陵に浦里塘という堤防を築いた。この堤防の建築には多くの役人が反対したが、濮陽興の強い勧めがあったという。しかし莫大な工事費がかかり、多くの兵士が死去、自殺者も出たので、人々はこの工事を怨んだという。
会稽郡において、先帝の会稽王の孫亮が、再び皇帝になるだろうという流言があった。また、孫亮が巫女に祈祷を行わせ、呪いの言葉を発しているという内部告発があった。そのため、孫休は孫亮を侯官侯に位を降格させ、任地に向かわせたが、孫亮は任地に赴く途中で自殺したため、孫休は護送の役人を処刑した。一説には孫休による毒殺であったともいう。
永安4年（261年）8月、孫休は光禄大夫の周奕と石偉に命じて国の各地の風俗を調査させて、役人・将軍が清潔な政治を行っているか、民衆が何に苦しんでいるかなどを調べた。それに基づいて地方の役人の昇進・左遷を命じる詔を下した。
永安5年（262年）8月16日、夫人の朱氏を皇后とした。同月19日、子の孫𩅦（雨の下に單、読みは湾に準じる）を太子とし、大赦を実行した。冬10月、衛将軍の濮陽興を丞相に任命した。

### 国難と急死
孫休は学問を好み、諸子百家の書を全て読み尽くすほどの勢いであった。孫休は学問や雉狩りに夢中になり、次第に朝政から距離を置き、古くからの知人である丞相濮陽興と左将軍張布が朝政を掌握するようになっていった。
張布は孫休の厚遇をいいことに、国権を専断して、礼に外れる行動をとることが多くなった。あるとき、孫休は博士祭酒の韋昭や博士の盛沖を招いて道理や学芸について議論をしようとしたが、自分の過失や専断が暴露されることを恐れた張布の反対にあった。孫休は張布のよからぬ振る舞いについて既に知っており不愉快でもあったが、古くからの知人である張布に対し、軽くたしなめる程度に留め、張布の望むとおりにしてやり、博士を招いての書物の解釈談義は取りやめとなった。
永安6年（263年）夏5月、交阯郡で役人の呂興らが反乱を起こし、太守の孫諝が殺害された。
同年冬10月、蜀（蜀漢）から、魏より攻撃を受けているという連絡が入った。11月22日、蜀を救援するため、大将軍の丁奉に魏の寿春を攻撃させると共に、将軍の留平を南郡の施績の元に派遣し、軍をどの方向に出すべきかを検討させた。丁封と孫異には漢水流域に軍を進めさせた。しかし、蜀の劉禅が降伏したという知らせが入り、これらの軍事行動のすべてが中止された。
永安7年（264年）春2月、鎮軍将軍の陸抗・撫軍将軍の歩協・征西将軍の留平・建平太守の盛曼らの軍勢が魏に下った蜀の巴東監軍の羅憲を永安（白帝城）で包囲した。
同年夏4月、魏の部将で新附督の王稚が海から句章に侵入し、その地の長官を捕虜とし、財貨と男女200人余りを略奪した。将軍の孫越がこれを迎え撃ち、船を一隻拿捕し、30人を捕虜とした。
同年秋7月、海賊が海塩を襲い、司塩校尉の駱秀が殺害された。孫休は中書郎の劉川に命じ廬陵の兵を率いさせ海塩を救援させた。また、豫章の平民の張節が反乱を起こし、1万余がそれに同調した。魏の将軍の胡烈が歩兵と騎兵2万を率いて西陵に侵攻し羅憲を救援したため、陸抗・歩協らは撤退した。
7月25日、孫休は崩御した。一説によると、その死の直前に孫休は口を利けなくなり、字を書いて丞相の濮陽興を呼び、子の孫𩅦に濮陽興の前で拝礼させ、自ら腕をとって後事を託して崩御したという。
しかし、交州の離反と蜀の滅亡という国難の前にして、呉国は立派な主君が待望されていた。そして、かねてより孫晧と親しくしていた、左典軍の万彧が孫晧を皇帝に推薦すると、濮陽興・張布らが朱太后の同意を得て孫晧を皇帝に擁立した。
改元して元興元年（264年）となった12月に、孫休は定陵に葬られた。孫休は4人の男子がいたが、年長の2人は孫晧によって殺害された。裴松之によると、孫休の妻子は皆殺しにされたという{{要検証}}。

## 評価
『三国志』の編者の陳寿は、「孫休は親しかった濮陽興・張布に政治を任せて、優れた才能を持つ者を抜擢して、新しい体制で自分の政治を行えなかった。これでは、学問を好んだといっても、大して国の乱れを正す役に立たないだろう。孫亮に無残な死に方をさせたのは、兄弟に対する思いやりが十分でなかったからであろう」と評している。

## 逸話
- 雉狩を好み、早朝から出かけ、夕刻にかえった。群臣達は「雉はつまらぬものです。どうしてそれに耽るに足りましょうや」と諫言した。孫休は「つまらぬものと言えども節操の堅さは人に勝っている。朕が好むのはそういう事だ」と答えた[14]。

- 孫休の病気が重くなったとき、病の正体を見破る術のできる者を探した。一人見つかったので、試してみようと、ニワトリを殺して庭に埋めて、それに屋根をかけてベッドを置き、女ものの靴や衣服をその上に置いておいた。「もしこの墓の中にいる女の亡者の姿形を当てる事ができたなら褒美を与え、その能力を信用しよう」と言った。しかしその男は一日中なにも答える事ができなかった。帝が何度も尋ねるので、「実は、亡霊の姿を見る事ができません。ただ、白い頭の鶏が墓の上に立っているだけなので、答える事ができませんでした。鬼神のようなものが姿を変えているのではないかと疑って、その真の姿を見定めようとしているのですが、姿を元に戻す様子もありません。何故なのか私にはわかりませんが、そうとしか解りませんでした」と、答えたという。[15]。

## 宗室

### 后妃
- 朱皇后（朱拠と異母姉の孫魯育の娘[16]）

### 子女
4人の息子を命名するにあたり、名は競合するべきではなく、他の者が避諱し易いようにとの理由で新しい漢字を創造したという。上から、
- 孫𩅦[19]（そん わん、音は「彎」と同じ[20]）、字は莔[21]（きつ、音は「迄」と同じ[22]） - 太子、のちに豫章王
- 孫𩃙[23]（そん こう、音は「觥」と同じ[24]）、字は𧟨[25]（けん、音は「礥」と同じ[26]） - 汝南王
- 孫壾（そん もう、音は「莽」と同じ[27]）、字は昷（きょ[28]）- 梁王
- 孫𠅬[29]（そん ほう、音は「褒」と同じ[30]）、字は㷏[31]（よう、音は「臃」と同じ[32]） - 陳王

となっている。
- 公主 - 朱宣（朱拠の子の朱熊の子）に降嫁した

## 参考資料
- 『三国志』